# Erateina zoraidina
Erateina zoraidina là một loài bướm đêm trong họ Geometridae.